# 말달리자 (텔레비전 프로그램)
《말달리자》는 2006년 5월 1일부터 2007년 4월 15일까지 방송되었던 사투리 오락 프로그램이다.

## 프로그램 소개
- 대한민국을 대표하는 최고의 연예인들과 1등의 고지를 향해 함께 달리는 유쾌한 사투리쇼 프로그램 말달리자!!
- 알차고 다양한 문제들이 가득한 거침없이 OX! 본격 퀴즈 버라이어티! 퀴즈 GO GO~ 누르GO! 맞히GO! 진정한 브레인을 가려내는 찰떡궁합 숫자퍼즐! 손에 땀을 쥐는 환상의 커플 최강전까지!
- 일요일 아침 대한민국의 온 국민이 즐겁고 행복해지는 그 날까지 말 달리자가 함께 달려갑니다!

## 방송 시간
| 방송 채널 | 프로그램명 | 방송 기간                          | 방송 시간                             | 방송 분량 |
| --------- | ---------- | ---------------------------------- | ------------------------------------- | --------- |
| MBC TV    | 말달리자   | 2006년 5월 1일 ~ 2006년 10월 30일  | 매주 월요일 저녁 7시 20분 ~ 8시 20분  | 1시간     |
| MBC TV    | 말달리자   | 2006년 11월 12일 ~ 2007년 4월 15일 | 매주 일요일 아침 9시 50분 ~ 10시 50분 | 1시간     |

## 진행자
| 역대 (기수) | 진행자         | 진행 기간                          |
| ----------- | -------------- | ---------------------------------- |
| 1기         | 김제동, 강정화 | 2006년 5월 1일 ~ 2006년 10월 30일  |
| 2기         | 김제동, 박은혜 | 2006년 11월 12일 ~ 2007년 4월 15일 |

## 패널
- 조형기, 박정수, 이정, 단지, 유진, 박희진, 김종민, 안혜경, 금보라, 김완태, 김희철, 조정린, 이수근, 오상진, 박신혜